# Санта-Круз (река)
Санта-Круз или Санта-Крус (англ. Santa Cruz River) — крупная река на юго-западе США, в штате Аризона и на севере Мексики, штат Сонора. Составляет около 296 км в длину.
Берёт начало на крайнем юге Аризоны, вблизи границы с Мексикой, в межгорной долине Сан-Рафаэль, между холмистой грядой Канело на востоке и хребтом Патагония на западе. Течёт на юг вплоть до мексиканского городка Санта-Крус в штате Сонора, а затем поворачивает на запад, протекая вдоль южной оконечности хребта Сан-Антонио. После этого река поворачивает к северо-западу, вновь пересекает государственную границу с США и продолжает течь через территорию штата Аризона вплоть до впадения в реку Хила.
Русло реки остаётся сухим большую часть года на значительной части своей протяжённости. В долине реки расположен Тусон — второй по величине город Аризоны после Финикса.